# 칼라 치댐-모슬리

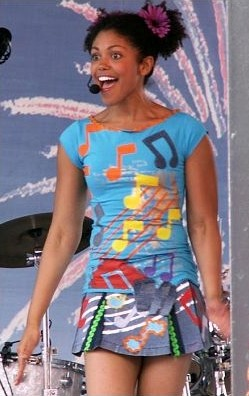

칼라 치댐-모슬리(Karla Mosley, 1981년 8월 27일 ~ )는 미국의 연극 배우, 영화배우이다.
뉴욕에서 태어났다.

## 방송
- 하트 오브 딕시 4
- 하트 오브 딕시 3
- B&B
- 가딩 라이트

## 영화
- 번 애프터 리딩 (2008년) - 파티 게스트 2 역